# 一笑江湖
《一笑江湖》是由演唱，祝何作词、作曲、编曲的古风音乐，收录于2020年2月19日发行的同名专辑中。在抖音等社交媒體上走紅，是2023年網絡迷因廣西科目三的配樂。